# 심록저항군
심록저항군(영어: Deep Green Resistance)은 미국에서 설립된 급진적 환경운동 단체다. 주류 환경주의가 효용이 없다고 생각하며, 산업문명의 존재 그 자체가 자연환경에 대한 위협이라고 인식한다.

## 같이 보기
- 심층생태주의
- 생태여성주의
- 에코테러리즘
- 러다이트 운동